# Jean-Baptiste Masse (Komponist)
Jean Baptiste Masse (* um 1700; † um 1757) war ein französischer Komponist und Cellist.
Jean Baptiste Masse gehörte zu den Ordinaires de la Chambre du Roi und war Mitglied der Vingt-quatre Violons du Roy sowie der Comédie-Française. Über sein Leben ist wenig bekannt; Als gesichert gilt, dass er 1752 in den Büchern der Comédie-Française als Cellist und Kontrabassist geführt wurde.

## Werke
Masse veröffentlichte fünf Sonaten-Sammlungen, diese gehören neben den Werken von Jean-Baptiste Barrière zu den ältesten französischen Sonaten für Cello und B.c.
- Premier Livre, (1736) Widmungsträger: Messieurs les Comédiens Français
- Second Livre, (1739) Widmungsträger: Monsieur Gaudion de le Grange Conseiller du Parlement
- Troixièmme Livre, für zwei Solo Celli ohne Bass
- Quatrièmme Livre, ebenfalls für zwei Solo Celli ohne Bass

Im Vorwort der Dritten und Vierten Sammlung weist Masse ausdrücklich auf eine alternative Besetzung von Fagotten, Gamben oder Violinen hin.
- Cinquièmme Livre, für zwei Celli und B.c.